# ATC (C03)
Jest to część klasyfikacji anatomiczno-terapeutyczno-chemicznej:
- C – Układ sercowo-naczyniowy
  - C 01 – Leki stosowane w chorobach serca
  - C 02 – Leki stosowane w chorobie nadciśnieniowej
  - C 03 – Leki moczopędne
  - C 04 – Leki rozszerzające naczynia obwodowe
  - C 05 – Leki ochraniające ścianę naczyń
  - C 07 – Leki β-adrenolityczne
  - C 08 – Antagonisty kanału wapniowego
  - C 09 – Leki działające na układ renina-angiotensyna
  - C 10 – Leki zmniejszające stężenie lipidów

Obejmuje ona leki moczopędne:

## C 03 A – Diuretyki o szybko spłaszczającej się krzywej zależności dawka-efekt, tiazydy
- C 03 AA – Leki moczopędne tiazydowe
  - C 03 AA 01 – bendroflumetiazyd
  - C 03 AA 02 – hydroflumetiazyd
  - C 03 AA 03 – hydrochlorotiazyd
  - C 03 AA 04 – chlorotiazyd
  - C 03 AA 05 – politiazyd
  - C 03 AA 06 – trichlorometiazyd
  - C 03 AA 07 – cyklopentiazyd
  - C 03 AA 08 – metyklotiazyd
  - C 03 AA 09 – cyklotiazyd
  - C 03 AA 13 – mebutyzyd
- C 03 AB – Leki moczopędne tiazydowe w połączeniu z potasem
  - C 03 AB 01 – bendroflumetiazyd w połączeniu z potasem
  - C 03 AB 02 – hydroflumetiazyd w połączeniu z potasem
  - C 03 AB 03 – hydrochlorotiazyd w połączeniu z potasem
  - C 03 AB 04 – chlorotiazyd w połączeniu z potasem
  - C 03 AB 05 – politiazyd w połączeniu z potasem
  - C 03 AB 06 – trichlorometiazyd w połączeniu z potasem
  - C 03 AB 07 – cyklopentiazyd w połączeniu z potasem
  - C 03 AB 08 – metyklotiazyd w połączeniu z potasem
  - C 03 AB 09 – cyklotiazyd w połączeniu z potasem
- C 03 AH – Leki moczopędne tiazydowe w połączeniu z psycholeptykami lub/i środkami przeciwbólowymi
  - C 03 AH 01 – chlorotiazyd w połączeniach
  - C 03 AH 02 – hydroflumetiazyd w połączeniach
- C 03 AX – Leki moczopędne tiazydowe w połączeniu z innymi lekami
  - C 03 AX 01 – hydrochlorotiazyd w połączeniach

## C 03 B – Diuretyki o szybko spłaszczającej się krzywej zależności dawka-efekt (z wyłączeniem tiazydów)
- C 03 BA – Sulfonamidy
  - C 03 BA 02 – kwinetazon
  - C 03 BA 03 – klopamid
  - C 03 BA 04 – chlorotalidon
  - C 03 BA 05 – mefruzyd
  - C 03 BA 07 – klofenamid
  - C 03 BA 08 – metolazon
  - C 03 BA 09 – metykran
  - C 03 BA 10 – ksypamid
  - C 03 BA 11 – indapamid
  - C 03 BA 12 – kloreksolon
  - C 03 BA 13 – fenkwizon
  - C 03 BA 82 – kloreksolon w połączeniach z psycholeptykami
- C 03 BB – Sulfonamidy w połączeniach z potasem
  - C 03 BB 02 – kwinetazon w połączeniach z potasem
  - C 03 BB 03 – klopamid w połączeniach z potasem
  - C 03 BB 04 – chlorotalidon w połączeniach z potasem
  - C 03 BB 05 – mefruzyd w połączeniach z potasem
  - C 03 BB 07 – klofenamid w połączeniach z potasem
- C 03 BC – Leki moczopędne zawierające rtęć
  - C 03 BC 01 – mersalil
- C 03 BD – Pochodne ksantyny
  - C 03 BD 01 – teobromina
- C 03 BK – Sulfonamidy w połączeniach z innymi lekami
- C 03 BX – Inne diuretyki o szybko spłaszczającej się krzywej zależności dawka-efekt
  - C 03 BX 03 – cykletanina

## C 03 C – Diuretyki o prawie liniowej zależności dawka–efekt
- C 03 CA – Sulfamidy
  - C 03 CA 01 – furosemid
  - C 03 CA 02 – bumetanid
  - C 03 CA 03 – piretanid
  - C 03 CA 04 – torasemid
- C 03 CB – Sulfamidy w połączeniach z potasem
  - C 03 CB 01 – furosemid w połączeniach z potasem
  - C 03 CB 02 – bumetanid w połączeniach z potasem
- C 03 CC – Pochodne kwasu arylooctowego
  - C 03 CC 01 – kwas etakrynowy
  - C 03 CC 02 – kwas tienylinowy
- C 03 CD – Pochodne pirazolonu
  - C 03 CD 01 – muzolimina
- C 03 CX – Inne diuretyki o prawie liniowej zależności dawka–efekt
  - C 03 CX 01 – etozolina

## C 03 D – Antagonisty aldosteronu oraz pozostałe leki moczopędne oszczędzające potas
- C 03 DA – Antagonisty aldosteronu
  - C 03 DA 01 – spironolakton
  - C 03 DA 02 – kanrenonian potasu
  - C 03 DA 03 – kanrenon
  - C 03 DA 04 – eplerenon
  - C 03 DA 05 – finerenon
- C 03 DB – Inne leki moczopędne oszczędzające potas
  - C 03 DB 01 – amiloryd
  - C 03 DB 02 – triamteren

## C 03 E – Leki moczopędne w połączeniu z lekami oszczędzającymi potas
- C 03 EA – Leki moczopędne o szybko spłaszczającej się krzywej zależności dawka–efekt w połączeniach z lekami oszczędzającymi potas
  - C 03 EA 01 – hydrochlorotiazyd w połączeniach z lekami oszczędzającymi potas
  - C 03 EA 02 – trichlorometiazyd w połączeniach z lekami oszczędzającymi potas
  - C 03 EA 03 – epityzyd w połączeniach z lekami oszczędzającymi potas
  - C 03 EA 04 – altyzyd w połączeniach z lekami oszczędzającymi potas
  - C 03 EA 05 – mebutyzyd w połączeniach z lekami oszczędzającymi potas
  - C 03 EA 06 – chlorotalidon w połączeniach z lekami oszczędzającymi potas
  - C 03 EA 07 – cyklopentiazyd w połączeniach z lekami oszczędzającymi potas
  - C 03 EA 12 – metolazon w połączeniach z lekami oszczędzającymi potas
  - C 03 EA 13 – bendroflumetiazyd w połączeniach z lekami oszczędzającymi potas
  - C 03 EA 14 – butyzyd w połączeniach z lekami oszczędzającymi potas
- C 03 EB – Leki moczopędne o prawie liniowej zależności dawka–efekt w połączeniach z lekami oszczędzającymi potas
  - C 03 EB 01 – furosemid w połączeniach z lekami oszczędzającymi potas
  - C 03 EB 02 – bumetanid w połączeniach z lekami oszczędzającymi potas

## C 03 X – Inne leki moczopędne
- C 03 XA – Inhibitory wazopresyny
  - C 03 XA 01 – tolwaptan
  - C 03 XA 02 – koniwaptan